# Orestes (Weingartner)
Die Oper Orestes ist eine Trilogie des Komponisten Felix Weingartner frei nach der Orestie des Aischylos. Sie wurde am 15. Februar 1902 am Leipziger Opernhaus uraufgeführt. Die Rolle der Elektra sang Magdalene Seebe.

## Handlung
Dieses Werk besteht aus den drei Teilen „Agamemnon“, „Das Todtenopfer“ und „Die Erinyen“.

### Erster Teil: „Agamemnon“
Signalfeuer auf den Bergen melden die Zerstörung Trojas. Nach zehnjähriger Abwesenheit kehrt Agamemnon, der König von Argos, zurück. Als Kriegsbeute bringt er Kassandra, die Tochter von König Priamos mit. Da Agamemnon Iphigenie geopfert hat, hasst Klytaimnestra ihn von ganzem Herzen. Freude heuchelnd begrüßt sie ihren Ehemann und führt ihn zum Bade. Kassandra folgt ihnen, weicht aber am Eingang angstvoll zurück.
Sie prophezeit allen Anwesenden Klytaimnestras baldigen Mord an Agamemnon und ihr. Es wird ihr nicht geglaubt. Doch kaum hat Agamemnon mit den beiden Frauen das Badehaus betreten ertönen seine gellenden Todesschreie. Klytaimnestra kehrt zurück und berichtet von ihrer Tat, der Ermordung Agamemnons und seiner Geliebten. Aigisthos muss nun Klytaimnestra beschützen, da sie nun Gefahr läuft, vom Volke gelyncht zu werden. Am nächsten Tage besteigt er zusammen mit ihr den Thron von Argos.

### Zweiter Teil: „Das Todtenopfer“
1. Bild: Agamemnons Grab
Orestes, der Sohn von Agamemnon und Klytaimnestra, wurde am Hofe des Strophios, des Königs von Phokis, erzogen. Nun ist er erwachsen und zusammen mit seinem Freund Pylades, dem Sohne des Königs, kommt er nach Argos zurück. Aus Angst vor Rache hat Klytaimnestra ihre Tochter Elektra zur Bediensteten degradiert und sie zur dauernden Wache am Grab Agamemnons verpflichtet. Dort trifft sie auf ihren Bruder Orestes und nachdem dieser die Umstände um seines Vaters Tod erfahren hat, gelobt er dessen Tod zu rächen.
2. Bild: Königsburg von Argos
Klytaimnestra hat einen Alptraum und erwacht entsetzt: Orestes kehrt verkleidet in seine Heimat zurück und als er auf Aigisthos trifft, erschlägt er ihn. Er sucht seine Mutter Klytaimnestra auf, gibt sich ihr zu erkennen und tötet sie ebenfalls. Nun erscheinen die Rachegöttinnen, denen Orestes huldigt. Durch den Chor der Mägde kommt er wieder zur Besinnung und flieht nach Delphi. Er will sich dort dem Orakel Apollos stellen und sein Schicksal in die Hand der Götter legen.

### Dritter Teil: „Die Erinyen“
1.–3. Bild: Das Heiligtum in Delphi – Der Hades – Gegend bei Athen
Vor den Erinnyen verfolgt, rettet sich Orestes in Delphi in den Tempel Apollons. Die greise Seherin rät ihm, im Hades Gnade und Erlösung zu suchen. Klytaimnestras Geist hilft aus Rache den Erinnyen und zeigt ihnen den Weg. Auch Agamemnons Schatten kann seinem Sohn nicht helfen. Erlösung bringt erst Kassandra, die ihm einen heiligen Ölzweig überreicht. Diesen Zweig bringt Orestes nach Athen, opfert ihn der Göttin Athene und fleht sie um Erlösung an.
Bedrängt von den Rachegöttinnen, die ohne Mitleid Orestes' Tod fordern, bringt die Göttin Athene Orestes vor das große Gericht (Areopag). Da sich bei der Abstimmung keine Mehrheit für die Todesstrafe aussprach, wird Orestes auf Wunsch Athenes vom Muttermord freigesprochen. Als Buße muss er aber seine auf Tauris festgehaltene Schwester Iphigenie befreien. Den Erinyen werden göttliche Rechte – vor allem immerwährende Verehrung – zugestanden und deshalb stimmen auch sie diesem Urteilsspruch zu. Von nun an nennt man sie Eumeniden.
Gleichzeitig wurden durch dieses göttliche Urteil viele Taten aus dem Hause des Tantalos, des Stammvaters des Orestes, als gesühnt und damit als beendigt betrachtet. Bis ins Greisenalter wird Orestes seinem Volke ein weiser und gütiger König sein. Mit dieser Erkenntnis fällt der Vorhang.

## Musik
Die spätromantische Kompositionsweise Weingartners ist an seine Vorbilder Richard Wagner und Franz Liszt angelehnt. Die Musik des großen Orchesters (dreifach besetzte Holzbläser, Wagner-Blech, Harfe) wirkt sowohl melodiös als auch hoch dramatisch. Sie bleibt der Tonalität treu und weist Anklänge an Wagners Leitmotivtechnik auf.

## Werkgeschichte
Die Uraufführung fand am 15. Februar 1902 unter der musikalischen Leitung des Komponisten im Neuen Stadttheater am Augustusplatz in Leipzig statt. Es sangen Andreas Moers (Orestes), Emil Greder (Aigisthos) sowie Lucie Weidt, Magdalene Seebe, Pelagie Greeff-Andriessen, Riza Eibenschütz, Jacques Urlus, Georg Marion und Otto Schelper.
Es folgten Aufführungen u. a. in Nürnberg (27. April 1902), Berlin (14. Juni 1902), Hamburg (19. März 1903), Frankfurt (19. April 1903) und in Prag (6. Mai 1909). Durch den Erfolg von Richard Strauss’ Oper Elektra über dasselbe Sujet geriet Weingartners Oper anschließend in Vergessenheit.
Eine Wiederentdeckung gab es erst am 20. Mai 2023 am Theater Erfurt durch eine Inszenierung von Guy Montavon unter der musikalischen Leitung von Alexander Prior. Bühne und Kostüme stammten von Hank Irwin Kittel. Die Titelrolle sang Brett Sprague. Deutschlandfunk Kultur sendete eine Aufzeichnung der Premiere.